# Юнгнер, Микаэль
Ю́хани Ми́каэль Ю́нгнер (фин. Juhani Mikael Jungner; род. 20 апреля 1965, Хельсинки) — финский политик. С 2011 года — депутат Эдускунты от Социал-демократической партии Финляндии.
В 2005—2010 годах работал генеральным директором крупнейшей финской телерадиокомпании Yle, а в 2010—2012 годах был секретарём Социал-демократической партии Финляндии.
В ходе внутрипарламентской критики о ходе реформы сил обороны Финляндии, был причастен к уходу в отставку министра обороны Финляндии Стефана Валлина.
31 января 2014 года объявил о намерении баллотироваться в депутаты Европейского парламента от Финляндии на предстоящих выборах.